# Ламберт, Иоганн Генрих
Иога́нн Ге́нрих Ла́мберт (нем. Johann Heinrich Lambert; 26 августа 1728, Мюлуз, Эльзас — 25 сентября 1777, Берлин) — немецкий физик, врач, философ, математик и астроном; был академиком в Мюнхене и Берлине, один из предшественников неевклидовой геометрии.

## Наследие

### Философия
Философские воззрения Иоганна Генриха Ламберта сформировались под влиянием Вольфа, Мальбранша и Локка. В «Космологических письмах» (нем. Kosmologische Briefe über die Einrichtung des Weltbaues, 1761), изложил гипотезу происхождения и иерархического устройства мироздания, в частности, высказал мысль о существовании двойных звёзд и двойных галактик по аналогии с существованием планет, имеющих свои спутники.
В 1764 Ламберт издал обширное философское сочинение «Новый органон» (нем. Neues Organon oder Gedanken über die Erforschung und Berechnung des Wahren, где приближается если не к взглядам, то к вопросам критической философии, особенно в учении о видимости (Schein), то есть о таких представлениях, которые, помимо свойств предметов, обусловлены состояниями познающего субъекта. Сообщают, что в «Новом органоне» Ламберта впервые вводится в употребление философское понятие «феноменология». Иммануил Кант, находившийся в переписке с Ламбертом, хотя упоминает и о его «неопытности в метафизических умозрениях», но вообще был чрезвычайно высокого мнения о силе его ума, очень многого ожидал от сотрудничества с ним в философии и был огорчён его преждевременной смертью.
Известны работы, посвящённые теории систем (нем. Logische und philosophische Abhandlungen, 1782—1787). Ламберт осуществляет теоретическое осмысление системы («система — это целое, определённым образом образованное частями»), а также — классификацию систем, включая как естественные, так и социальные и рукотворные.

### Математика
Ламберт впервые доказал иррациональность чисел {\displaystyle \pi } (1761) и e (1766); усилить данное утверждение и доказать трансцендентность этих чисел удалось только спустя сто лет.
Ламберт стал одним из основателей неевклидовой геометрии. В посмертно изданной книге «Теория параллельных» (1786) он высказал ряд глубоких мыслей о роли «пятого постулата» в геометрии и привёл ряд теорем геометрии Лобачевского, которую считал непротиворечивой.
Ламберт также составил таблицу простых чисел до 102000 (1770), продвинул тригонометрию, теорию конических сечений и гиперболических функций. В своём сочинении «Дополнения к применению математики и их приложения» (1765) Ламберт с помощью звёздчатого пятиугольника математически обосновал мнемоническое правило Непера, используемое в сферической тригонометрии для упрощённого получения всех основных соотношений в прямоугольных сферических треугольниках.

### Другие научные работы
Ламберт усовершенствовал некоторые геодезические методы, провёл исследование двигателей и трения. В физике Ламберт положил начало фотометрии. Изобрёл гигрометр. Также он внёс заметный вклад в картографию, и его имя носит одна из географических проекций.

## Память
В честь Ламберта назван астероид (187) Ламберта, открытый в 1878 году, и кратер на видимой стороне Луны.
Его имя носит внесистемная единица измерения яркости поверхности — ламберт.

## Сочинения
- Anlage zur Architektonik oder Theorie des Einfachen und Ersten in der philosophischen und mathematischen Erkenntnis (Рига, 1771).
- Beiträge zum Gebrauche der Mathematik und deren Anwendung (1765, 1770, 1772).
- Die freie Perspektive oder Anweisung jeden perspektivischen Aufriß von freyen Stücken und ohne Grundriß zu verfertigen (Zürich, 1759, также на франц. языке; 2-е издание там же, 1774).
- Insigniores orbitae cometarum proprietates (1761).
- Kosmologische Briefe über die Einrichtung des Weltbaues (1761).
- Logische und philosophische Abhandlungen. 2 Bde. (Dessau, 1782 и 1784).
- Neues Organon oder Gedanken über die Erforschung und Berechnung des Wahren (1764).
- Pyrometrie oder vom Maaße des Feuers und der Wärme (Berlin, 1779)
- Photometria, sive de mensura et gradibus luminis colorum et umbras (Basel, 1760)
- Remarques sur le temperament en musique // Nouveaux mémoires de l’Académie Royale. Berlin, 1774, S. 68-71 (статья в сборнике).

### Русские переводы
- Система мира славнаго Ламберта, изданная г. Мерианом членом Берлинской Академии и словесных наук; Перевел с французскаго Михайла Розин. — В Санктпетербурге : Печатано у содержателя Типографии Комиссии об учреждении училищ Ф. Брункова, 1797. — 256 с.
- И. Г. Ламберт. Феноменология, или Учение о видимости (пер. К. А. Волковой) // Историко-философский ежегодник. М.: Наука, 2006. с. 105—113. ISBN 5-02-033856-7.